# Fiut (nazwisko)
Fiut (ż. Fiut/Fiutowa/Fiutówna; l.mn. Fiutowie) – polskie nazwisko. Na początku lat 90. XX wieku w Polsce nosiło je 1211 osób.

## Znani Fiutowie
- Adam Fiut (1933–1966) – aktor
- Aleksander Fiut (ur. 1945) – profesor, eseista, historyk literatury, krytyk literacki
- Dorota Fiut (ur. 1976) – lekkoatletka
- Ignacy Stanisław Fiut (ur. 1949) – profesor, filozof, poeta
- Walenty Fiut (ur. 1947) – alpinista